# Israels herrlandslag i handboll
Israels herrlandslag i handboll  representerar Israel i handboll på herrsidan. Lagets främsta insats var en medverkan i Europamästerskapet 2002 i Sverige där man inte tog sig förbi gruppspelet.